# Teniodonty
Teniodonty (Taeniodonta) – klad wymarłych ssaków wyższych. Żyły w Ameryce Północnej od późnej kredy do środkowego eocenu. Teniodonty były pierwszymi ssakami, które po wymieraniu kredowym osiągnęły duże rozmiary, a także pierwszymi, u których powstało uzębienie hipsodontyczne. Cechowały się dużą różnorodnością pod względem biologii w porównaniu do innych współczesnych im grup ssaków, grupa ta obejmowała m.in. niewielkich owadożerców i dużych, kopiących roślinożerców.

## Taksonomia i ewolucja
Pochodzenie i pokrewieństwo teniodontów było przedmiotem sporów. Dawniej łączono je np. z gryzoniami i szczerbakami. Nowsze badania sugerują jednak, że teniodonty to ssaki wyższe nienależące do łożyskowców. Ich najbliższymi krewnymi są prawdopodobnie Procerberus, Cimolestes i Alveugena.
Pokrewieństwo wewnątrz Taeniodonta również nie jest dokładnie ustalone. Nowsze analizy kladystyczne wskazują, że najbardziej bazalnym teniodontem jest Schowalteria, a pozostałe rodzaje należą do rodzin (klasyfikowanych niekiedy w randze podrodzin) Conoryctidae i Stylinodontidae. Według Williamsona i Brusattego (2013) grupa Conoryctidae może jednak nie być monofiletyczna.
Klasyfikacja na podstawie Rook i Huntera (2014):
- Taeniodonta
  - Schowalteria
  - Rodzina Conoryctidae
    - Conoryctella
    - Huerfanodon
    - Conoryctes

  - Rodzina Stylinodontidae
    - Onychodectes
    - Wortmania
    - Robertschochia (?= Wortmania)[2]
    - Psittacotherium
    - Ectoganus
    - Stylinodon